# Seznam měst v Minnesotě
Seznam měst v Minnesotě obsahuje sídla se statutem city, historii vývoje jejich populace a zařazení do kraje (county).

## Více než 26 000 obyvatel
| Pořadí | Město               | County     | 2015    | 2010    | 2000    | 1990    | 1980    |
| ------ | ------------------- | ---------- | ------- | ------- | ------- | ------- | ------- |
| 1      | Minneapolis         | Hennepin   | 410 939 | 382 578 | 382 747 | 368 383 | 370 951 |
| 2      | Saint Paul          | Ramsey     | 300 851 | 285 068 | 286 788 | 272 235 | 270 230 |
| 3      | Rochester           | Olmsted    | 112 225 | 106 769 | —       | —       | —       |
| 4      | Bloomington         | Hennepin   | 86 435  | 82 893  | —       | —       | —       |
| 5      | Duluth              | St. Louis  | 86 110  | 86 265  | —       | —       | —       |
| 6      | Brooklyn Park       | Hennepin   | 79 149  | 75 781  | —       | —       | —       |
| 7      | Plymouth            | Hennepin   | 75 907  | 70 576  | —       | —       | —       |
| 8      | Maple Grove         | Hennepin   | 68 385  | 61 567  | —       | —       | —       |
| 9      | Woodbury            | Washington | 67 855  | 61 961  | —       | —       | —       |
| 10     | St. Cloud           | Stearns    | 67 109  | 65 842  | —       | —       | —       |
| 11     | Eagan               | Dakota     | 66 286  | 64 206  | —       | —       | —       |
| 12     | Eden Prairie        | Hennepin   | 63 496  | 60 797  | —       | —       | —       |
| 13     | Coon Rapids         | Anoka      | 62 240  | 61 476  | —       | —       | —       |
| 14     | Blaine              | Anoka      | 62 124  | 57 186  | —       | —       | —       |
| 15     | Burnsville          | Dakota     | 61 481  | 60 306  | —       | —       | —       |
| 16     | Lakeville           | Dakota     | 60 633  | 55 954  | —       | —       | —       |
| 17     | Minnetonka          | Hennepin   | 51 669  | 49 734  | —       | —       | —       |
| 18     | Apple Valley        | Dakota     | 51 221  | 49 084  | —       | —       | —       |
| 19     | Edina               | Hennepin   | 50 138  | 47 941  | —       | —       | —       |
| 20     | St. Louis Park      | Hennepin   | 48 171  | 45 250  | —       | —       | —       |
| 21     | Moorhead            | Clay       | 42 005  | 38 065  | —       | —       | —       |
| 22     | Mankato             | Blue Earth | 41 044  | 39 309  | —       | —       | —       |
| 23     | Maplewood           | Ramsey     | 40 567  | 38 018  | —       | —       | —       |
| 24     | Shakopee            | Scott      | 39 981  | 37 076  | —       | —       | —       |
| 25     | Richfield           | Hennepin   | 36 216  | 35 228  | —       | —       | —       |
| 26     | Cottage Grove       | Washington | 35 918  | 34 589  | —       | —       | —       |
| 27     | Roseville           | Ramsey     | 35 580  | 33 660  | —       | —       | —       |
| 28     | Inver Grove Heights | Dakota     | 34 857  | 33 880  | —       | —       | —       |
| 29     | Andover             | Anoka      | 32 213  | 30 598  | —       | —       | —       |
| 30     | Brooklyn Center     | Hennepin   | 30 770  | 30 104  | —       | —       | —       |
| 31     | Savage              | Scott      | 30 391  | 26 911  | —       | —       | —       |
| 32     | Oakdale             | Washington | 28 080  | 27 378  | —       | —       | —       |
| 33     | Fridley             | Anoka      | 27 713  | 27 208  | —       | —       | —       |
| 34     | Winona              | Winona     | 27 094  | 27 592  | —       | —       | —       |
| 35     | Shoreview           | Ramsey     | 26 477  | 25 043  | —       | —       | —       |

## Menší města
Tabulka obsahuje města s méně než 26 000 obyvateli, pro která existuje na české wikipedii článek.
| Pořadí | Město               | County      | 2015   | 2010   | 2000 | 1990 | 1980 |
| ------ | ------------------- | ----------- | ------ | ------ | ---- | ---- | ---- |
| 48     | Farmington          | Dakota      | 22 731 | 21 086 | —    | —    | —    |
| 78     | Brainerd            | Crow Wing   | 13 371 | 13 590 | —    | —    | —    |
| 79     | New Ulm             | Brown       | 13 327 | 13 522 | —    | —    | —    |
| 93     | Grand Rapids        | Itasca      | 11 127 | 10 869 | —    | —    | —    |
| 104    | Thief River Falls   | Pennington  | 8 752  | 8 573  | —    | —    | —    |
| 108    | Virginia            | St. Louis   | 8 587  | 8 712  | —    | —    | —    |
| 118    | New Prague          | Scott       | 7 582  | 7 321  | —    | —    | —    |
| 127    | International Falls | Koochiching | 6 158  | 6 424  | —    | —    | —    |